# گوئن شمبلین لارا
گوئن شمبلین لارا (انگلیسی: Gwen Shamblin Lara؛ زادهٔ ۱۸ فوریهٔ ۱۹۵۵ – درگذشتهٔ ۲۹ مهٔ ۲۰۲۱) یک رهبر کلیسای آمریکایی بود که به‌خاطر برنامهٔ رژیم غذایی مسیحی‌اش به‌نام کارگاهٔ کاهش وزن شناخته می‌شد. او کلیسای جماعت بازماندگان‌را در سال ۱۹۹۹ تأسیس کرد و تا زمان درگذشتش در سال ۲۰۲۱، که در یک سانحهٔ هوایی همراه‌با همسرش جو لارا، که خلبان بود، و پنج رهبر دیگر این کلیسا رخ داد، بر فعالیت‌های آن نظارت داشت.
شمبلین در سال ۱۹۸۶ به‌عنوان متخصص تغذیهٔ ثبت‌شده در ممفیس کارگاهٔ کاهش وزن‌را تأسیس نمود. این برنامه در طول پانزده سال به سی هزار کلیسا با مشارکت‌کننده رسید و به فروش محصولات و کتاب شمبلین در سال ۱۹۹۷ با عنوان رژیم کاهش وزن گسترش یافت. شمبلین به‌خاطر هزینه‌های شخصی پرزرق‌وبرق با استفاده از درآمدهای حاصل از فعالیت‌های کلیسا مورد انتقاد قرار گرفت.
کلیسای جماعت بازماندگان به فرقه‌ای مشابهت داده‌شده و از سوی گروه‌های مسیحی دیگر به‌دلیل انکار عقیدهٔ تثلیث مورد انتقاد قرار گرفته‌است. این کلیسا به تشویق تنبیه بدنی متهم شده و توسط مقامات در جریان تحقیقات درباره مرگ جوزف اسمیت هشت ساله مورد بازرسی قرار گرفت که والدینش، جوزف و سونیا اسمیت در سال ۲۰۰۷ به اتهام سوءاستفاده از کودک و قتل محکوم شدند. شمبلین و اعضای کلیسا به‌طور علنی از خانوادهٔ اسمیت حمایت کردند و هزینه‌های دفاع قانونی آن‌ها را پرداخت کردند؛ خانوادهٔ اسمیت نیز عضو کلیسای جماعت بازماندگان بودند. مستند سریالی دربارهٔ شمبلین با عنوان «راهٔ نزول: خدا، طمع و فرقه گون شمبلین» در سال ۲۰۲۱ از شبکهٔ مکس منتشر شد.